# Kōsuke Matsuura
Kōsuke Matsuura (jap. 松浦孝亮 Matsuura Kōsuke; ur. 4 września 1979 roku w Prefekturze Aichi) – japoński kierowca wyścigowy.

## Kariera
Matsuura rozpoczął karierę w wyścigach samochodowych w 2000 roku od startów w Formule Dream. Spośród 13 wyścigów, w których wystartował, wygrał siedem. Dzięki temu zdobył tytuł mistrza serii. W późniejszych latach pojawiał się także w stawce Niemieckiej Formuły 3 (wicemistrz w 2002 roku), Europejskiego Pucharu Formuły 3, Formuły 3 Korea Super Prix, Grand Prix Makau, Masters of Formula 3, Włoskiej Formuły 3, Europejskiego Pucharu Formuły Renault V6, IndyCar Series, klasy GT 5000 Super GT Japan, Formuły Nippon, JAF Grand Prix Super GT & Formula Nippon Fuji Sprint Cup oraz 24H Series.